# Loretta Harrop
Loretta Harrop (Brisbane, 17 juli, 1975), bijgenaamd Loz, is een Australisch triatlete uit Seven Hills. In 1999 werd ze wereldkampioen triatlon op de olympische afstand.
Harrop deed in 2000 mee aan de Olympische Zomerspelen van Sydney. Zij behaalde een vijfde plaats in een totaal tijd van 2:01.42,82. Vier jaar later won ze tijdens de Olympische Spelen van Athene op de triatlon een zilveren medaille in een tijd van 2:04.50,17.
Ze is aangesloten bij Queensland Academy of Sport. Ze is getrouwd met Brad Jones. Jones was een van de keepers van het Australische voetbalteam, dat meedeed aan deze spelen.

## Titels
- Wereldkampioene triatlon op de olympische afstand - 1999
- Australisch kampioene triatlon op de olympische afstand - 2002, 2003
- Australisch kampioene triatlon op de sprintafstand - 2001, 2003

## Prijzen
- ITU wereldbeker triatlon - 1999

## Palmares

### triatlon
- 1997: 12e WK olympische afstand in Perth - 2:02.48
- 1998:  ITU wereldbekerwedstrijd in Tiszaujvaros
- 1998:  ITU wereldbekerwedstrijd in Noosa
- 1998:  Goodwill Games in New York
- 1998: 4e WK olympische afstand in Lausanne - 2:09:00
- 1999:  ITU wereldbekerwedstrijd in Tiszaujvaros
- 1999:  ITU wereldbekerwedstrijd in Lausanne
- 1999:  WK olympische afstand in Montreal - 1:55.28
- 2000: 5e Olympische Spelen in Sydney - 2:01.42,82
- 2000:  ITU wereldbekerwedstrijd in Tiszaujvaros
- 2001: 8e WK olympische afstand in Edmonton - 2:00.58
- 2001:  Goodwill Games in Brisbane
- 2001:  ITU wereldbekerwedstrijd in Ishigaki
- 2002: 12e WK olympische afstand in Cancún - 2:03.58
- 2002:  ITU wereldbekerwedstrijd in Geelong
- 2002:  ITU wereldbekerwedstrijd in Gamagori
- 2004:  WK olympische afstand in Funchal - 1:52:29
- 2004:  Olympische Spelen in Athene - 2:04.50,17
- 2004:  ITU wereldbekerwedstrijd in Edmonton

1989: Erin Baker ·
1990: Karen Smyers ·
1991: Jo-Anne Ritchie ·
1992: Michellie Jones ·
1993: Michellie Jones ·
1994: Emma Carney ·
1995: Karen Smyers ·
1996: Jackie Gallagher ·
1997: Emma Carney ·
1998: Joanne King ·
1999: Loretta Harrop ·
2000: Nicole Hackett ·
2001: Siri Lindley ·
2002: Leanda Cave ·
2003: Emma Snowsill ·
2004: Sheila Taormina ·
2005: Emma Snowsill ·
2006: Emma Snowsill ·
2007: Vanessa Fernandes ·
2008: Helen Jenkins ·
2009: Emma Moffatt ·
2010: Emma Moffatt ·
2011: Helen Jenkins ·
2012: Lisa Nordén ·
2013: Non Stanford ·
2014: Gwen Jorgensen ·
2015: Gwen Jorgensen ·
2016: Flora Duffy ·
2017: Flora Duffy ·
2018: Vicky Holland ·
2019: Katie Zaferes ·
2020: Georgia Taylor-Brown ·
2021: Flora Duffy